# Festival Brikcius
Festival Brikcius – cyklus koncertů komorní hudby v Praze je mezinárodní hudební festival, který se každoročně koná v Praze 1, pod záštitou starosty této městské části (v současnosti je to Oldřich Lomecký). Festival, který je pořádán v rámci mezinárodních Daniel Pearl World Music Days a u příležitosti festivalu Den poezie, se konal poprvé v roce 2012.

## Ročníky

### 2012
První ročník tohoto festivalu připomenul 220. výročí narození italského skladatele Gioacchina Rossiniho, 120. výročí narození švýcarského skladatele Arthura Honeggera, 100. výročí narození francouzského skladatele Jeana Françaixe "Centenaire Jean Françaix - 2012" a Weinberger Tour.

### 2013
Druhý ročník festivalu v roce 2013 připomenul například 100. výročí narození britského skladatele Benjamina Brittena – BRITTEN 100, 100. výročí narození polského skladatele Witolda Lutosławského – 100/100 LUTOSŁAWSKI, 140. výročí narození německého skladatele Maxe Regera a 170. výročí narození českého violoncellisty a skladatele Davida Poppera.

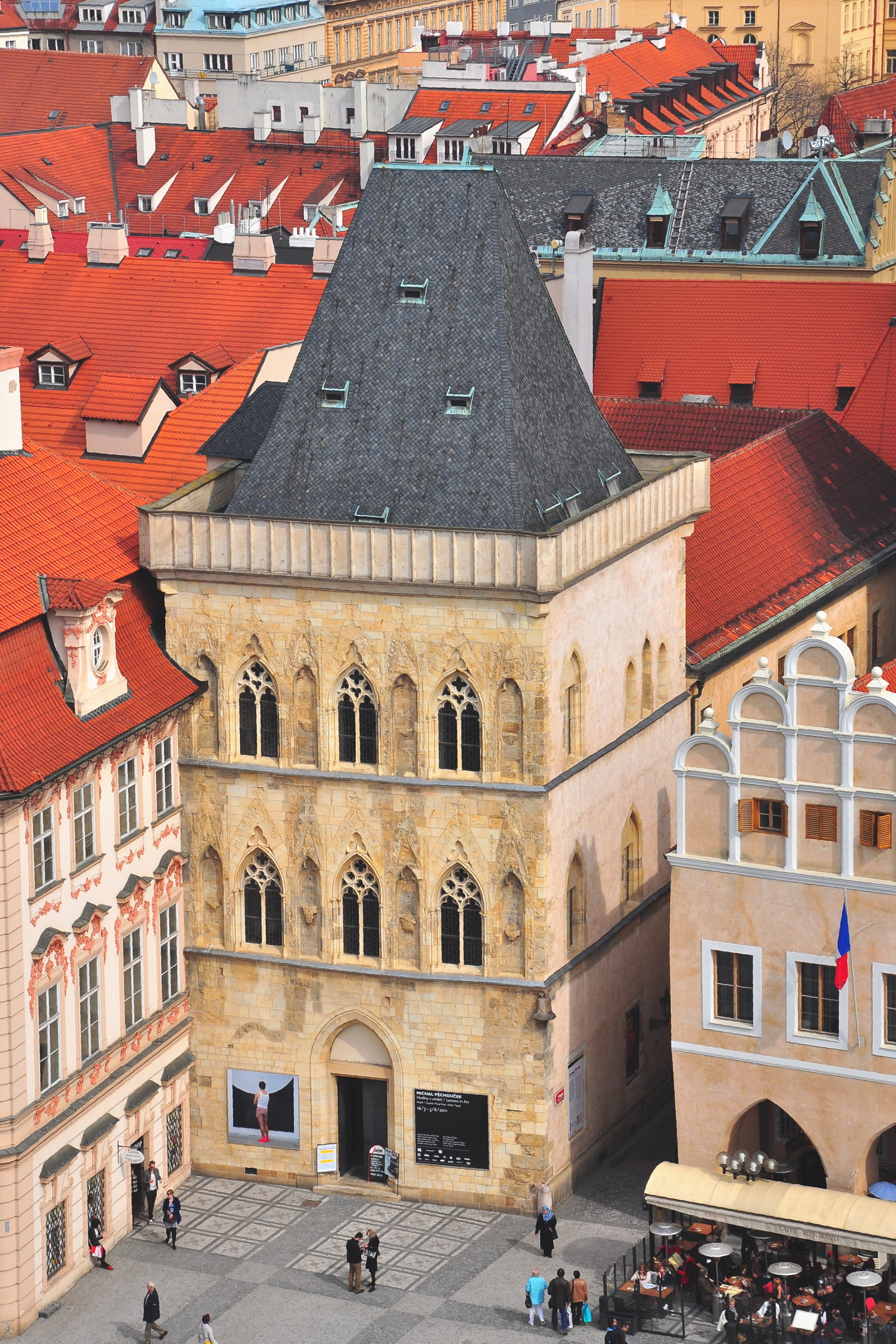
Dům U Kamenného zvonu

### 2014
Třetí ročník se konal v rámci "Roku české hudby 2014" v Domě U Kamenného zvonu na Staroměstském náměstí v Praze, pod záštitou primátora Hlavního města Prahy Tomáše Hudečka a pod záštitou starosty Městské části Praha 1 Oldřicha Lomeckého. Rok české hudby 2014 byl pod uměleckou záštitou mezzosopranistky Magdaleny Kožené a šéfdirigenta Sira Simona Rattla. Festival Brikcius připomněl 55. výročí úmrtí Bohuslava Martinů, 70. výročí úmrtí Zikmunda Schula, 95. výročí narození Gideona Kleina, 110. výročí úmrtí Antonína Dvořáka, 110. výročí narození Iši Krejčího, 120. výročí narození Ervína Schulhoffa, 140. výročí narození Josefa Suka a 160. výročí narození Leoše Janáčka.

### 2015
Rok 2015 byl věnován 330. výročí narození Johanna Sebastiana Bacha a tvorbě italských skladatelů. Byl uveden bachovský komplet violoncellových suit, violoncellových sonát a varhanní cyklus Umění fugy (Die Kunst der Fuge, BWV 1080), poslední dílo Johanna Sebastiana Bacha. Součástí festivalu byla premiéra nového filmového hudebního dokumentu MAKANNA v Knihovně Václava Havla a Janem Sukem byla pokřtěna nová kniha Eutanazie na Petřínské rozhledně.

### 2016
Jubilejní pátý ročník připomněl 275. výročí vydání Goldbergovských variací 1741, 331. výročí narození Johanna Sebastiana Bacha a 100. výročí úmrtí Maxe Regera, virtuózní tvorbu italských barokních skladatelů (275. výročí úmrtí Antonia Vivaldiho, 365. výročí narození Domenica Gabrielliho) a 18. ročník festivalu Den poezie (206. výročí narození básníka Karla Hynka Máchy).

### 2017
Šestý ročník se konal u příležitosti 90. výročí narození ruského violoncellisty Mstislava Rostropoviče, 120. výročí úmrtí skladatele Johannese Brahmse, 170. výročí úmrtí skladatele Felixe Mendelssohna-Bartholdyho, 120. výročí narození polsko-francouzského skladatele židovského původu Alexandera Tansmana, 325. výročí narození italského skladatele Giuseppe Tartiniho, 380. výročí narození a 310. výročí úmrtí německého skladatele Dietricha Buxtehudeho a 332. výročí narození Johanna Sebastiana Bacha

### 2018
Sedmý ročník se konal u příležitosti 333. výročí narození Johanna Sebastiana Bacha, 100. výročí vzniku Československé republiky a jubilejního 20. ročníku festivalu Den poezie.

### 2019
Rok 2019 byl věnován 100. výročí narození amerického jazzového violoncellisty Freda Katze, 100. výročí narození židovského skladatele Gideona Kleina, a 200. výročí narození skladatele Jacqua Offenbacha. České premiéry skladeb: Arioso pro sólové violoncello (21/22 Mai ’29) od terezínského skladatele Jamese Simona (1880 - 1944), Veselka pro sólové violoncello (2018) od české skladatelky a varhanice Ireny Kosíkové a The Soldier Puppet, an anti-Vietnam war solo cello piece od amerického jazzového violoncellisty Freda Katze (1919 - 2013).

## Umělci
Na festivalu vystoupili například český klavírista Tomáš Víšek, sourozenecké violoncellové Duo Brikcius, polská klavíristka Milena Antoniewicz, český violoncellista František Brikcius, italský klavírista Giuseppe Devastato, česká skladatelka a varhanice Irena Kosíková, česká violoncellistka, básnířka a prozaička Anna Brikciusová a francouzská klavíristka Justine Verdier.

## Místa konání
Festival se koná na území městské části Praha 1. Např.:
- Dům U Kamenného zvonu
- Vojenský kostel sv. Jana Nepomuckého
- Knihovna Václava Havla
- Unijazz
- Petřínská rozhledna
- Loreta
- Barokní kaple Italského kulturního institutu
- Štefánikova hvězdárna Petřín
- Chrám U Salvátora
- Kostel u sv. Vavřince
- Novomlýnská vodárenská věž

## Benefiční koncerty
Od roku 2015 je pravidelnou součástí festivalu benefiční koncert pro vybranou neziskovou organizaci. Např. Nadace Charty 77 | Konta Bariéry a  Médecins Sans Frontières.